# Eupithecia subextremata
Eupithecia subextremata är en fjärilsart som beskrevs av Schütze. Eupithecia subextremata ingår i släktet Eupithecia och familjen mätare. Inga underarter finns listade i Catalogue of Life.